# Akkoord van Brioni
Het Akkoord van Brioni is een op 7 juli 1991 getekend akkoord op het eiland Brioni in Kroatië tussen afgevaardigden van de republiek Slovenië en de Socialistische Federatieve Republiek Joegoslavië onder auspiciën van de Europese Gemeenschap. Het akkoord beëindigde de Joegoslavische vijandelijkheden op Sloveens territorium (zie: Tiendaagse Oorlog) terwijl Slovenië en Kroatië de tenuitvoerlegging van hun onafhankelijkheid voor een periode van drie maanden opschortten. Dit was een belangrijk moment in het zich afscheiden van beide deelstaten en vervolgens het geheel uiteenvallen van de Joegoslavische federatie, zoals die had bestaan sinds de Tweede Wereldoorlog.

## Deelnemende partijen
- Europese Unie (trojka van de Europese Raad)

- Hans van den Broek (halfjaarlijks voorzitter van de EG, Nederland)
- Jacques Poos (Luxemburg)
- João de Deus Pinheiro (Portugal)

- SFR Joegoslavië

- Ante Marković (premier van de federale regering)
- Petar Gračanin (federaal minister van Binnenlandse Zaken)
- Budimir Lončar (federaal minister van Buitenlandse Zaken)
- viceadmiraal Stane Brovet
- president Borisav Jović en de vertegenwoordigers van het collectieve presidentschap van Joegoslavië (zonder de leden uit Vojvodina en Kosovo)

- Slovenië

- Milan Kučan (president van Slovenië)
- Lojze Peterle (minister-president)
- Dimitrij Rupel (minister van Buitenlandse Zaken)
- Janez Drnovšek (Sloveens afgevaardigde en lid van het federale presidium)
- France Bučar (voorzitter van het Sloveense parlement)

- Kroatië

- Franjo Tuđman (president van Kroatië)

## Achtergrond
Sinds de late jaren tachtig werd de Joegoslavische federatie toenemend gekenmerkt door spanningen, die uiteindelijk culmineerden in het uiteenvallen van het land. Slovenië riep samen met Kroatië op 25 juni 1991 unilateraal en daarmee ongrondwettelijk de onafhankelijkheid uit. Vervolgens veroverde de Sloveense territoriale defensie de grensposten op Sloveens grondgebied op het federale leger en belegerde de garnizoenen waarin federale troepen gelegerd waren. Op 26 juni 1991 greep het federale leger in met als doel het heroveren van de grensposten en het ontzetten van de belegerde garnizoenen. In dit federale leger zaten overwegend jonge onervaren dienstplichtigen uit alle republieken. De Sloveense territoriale defensie viel onverwacht het federale leger aan met als gevolg de dood van een aantal dienstplichtigen. Dit bracht een schokgolf teweeg binnen geheel Joegoslavië, omdat voor het eerst sinds de Tweede Wereldoorlog Joegoslaven andere Joegoslaven doodden.
Tijdens de daarop volgende oorlog in Slovenië kwam het binnen de Europese Gemeenschap tot conflict tussen twee fundamenteel verschillende opvattingen, die vertolkt werden door François Mitterrand en Helmut Kohl. De eerste verdedigde het beginsel van de onaantastbaarheid van de Europese grenzen en dus de territoriale integriteit van Joegoslavië, de ander wees vooral op het recht op zelfbeschikking.
Aanvankelijk domineerde de Franse opstelling. Op 28 en 29 juni 1991 bezocht de "Europese trojka" (Hans van den Broek, Jacques Poos en Gianni de Michelis) Belgrado in een poging te bemiddelen. Zonder veel succes; het door de federale regering op 28 juni eenzijdig uitgeroepen staakt-het-vuren werd genegeerd door het Joegoslavische leger. De bevelen van Stipe Mesić, die conform de grondwet op 1 juli - onder druk van de Europese Gemeenschap – Borisav Jović als president van het collectieve presidentschap van Joegoslavië afloste, werden eveneens genegeerd. Feitelijk was het een vreemde situatie dat de president van de federatie een republiek vertegenwoordigde die zich afgescheiden had.
Ondertussen had Blagoje Adžić (plaatsvervangend Joegoslavisch minister van defensie) in een televisietoespraak de "totale oorlog" verkondigd. Pas op 7 juli, toen duidelijk was geworden dat het nu Sloveense leger sterker, meer gemotiveerd en daadkrachtiger was dan het federale leger en bovendien de Amerikaanse steun voor het Joegoslavische federale gezag merkbaar verminderde, kwam er ruimte voor het initiatief dat zou uitmonden in het Akkoord van Brioni.

## Vervolg
Op 18 juli 1991 kwam het presidium van Joegoslavië voor het laatst in voltallige samenstelling bijeen. De Sloveen Janez Drnovšek vergaarde er voldoende steun voor het besluit om het Joegoslavische leger uit Slovenië terug te trekken, hetgeen op 25 oktober 1991 daadwerkelijk omgezet was met het vertrek van de laatste federale troepen uit Slovenië. Daarmee was de de facto onafhankelijkheid van Slovenië een feit.

De politici in Belgrado zagen in dat Slovenië alleen met bloedvergieten binnen Joegoslavië gehouden kon worden. Het betekende het begin van het uiteenvallen van Joegoslavië. In Slovenië woonden ook relatief en absoluut zeer weinig Serviërs. Mede omdat Servië de grootste deelstaat was binnen de socialistische federale republiek van Joegoslavië (SFRJ) was het voor de Serviërs belangrijk om zo veel mogelijk de status quo ante te handhaven. Gedurende bijna 50 jaar waren de rechten van de Serviërs net zoals die van de andere deelstaten binnen de grondwet van de SFRJ gewaarborgd.
Binnen Kroatië, dat bij het uitroepen van de onafhankelijkheid was gedefinieerd als land van Kroaten, was geen plaats meer voor Serviërs, die nu een gewone minderheid waren geworden. De rechten die de Serviërs binnen de SFRJ hadden genoten werden met één pennenstreek ingetrokken. In onder meer de regio Knin en in grote delen van Slavonië hadden Serviërs er daarom voor gekozen om binnen de SFRJ te blijven en zij richtten de republiek Servisch Krajina (Republika Srpska Krajina) op. Kroatië had van het grondgebied dat Kroaten als Kroatisch bestempelden één derde niet onder militaire controle. Omdat de territoriale defensie nog niet sterk genoeg was om daar iets aan te kunnen doen ging de oorlog daar gewoon door.
Sloveense Oorlog (1991) · Kroatische Oorlog (1991-95) · Bosnische Burgeroorlog (1992-95) · Kroatisch-Bosniakse Oorlog (1992-94) · Kosovo-oorlog (1998-99) · Operatie Allied Force (1999) · Conflict in de Preševo-vallei (2001) · Macedonisch conflict (2001)